# 問答法
問答法（もんどうほう、希: διαλεκτική, dialektike, ディアレクティケー; 英: dialectic）とは、古代ギリシアの哲学者ソクラテスが用いた、対話によって相手の矛盾・無知を自覚させつつ、より高次の認識、真理へと導いていく手法を指す。
プラトンにおいては、『パイドロス』等で、弁論術（べんろんじゅつ、レートリケー）と対比的にこれを持ち出すので、弁証術（べんしょうじゅつ）という日本語訳を当てることも多い。また、プラトンが『テアイテトス』にて、こうした問答を通じて相手の知見を向上させていく手法を、産婆術（さんばじゅつ、希: μαιευτική, maieutikē, マイエウティケー）とも表現したため、これも問答法とほぼ同義で用いられたりもする。
なお、弁証法（べんしょうほう）という訳語は、専ら近代におけるヘーゲルやマルクスの文脈において、ドイツ語Dialektikの訳語として用いられる。

## ソクラテス式問答法
ソクラテス式問答法（英: Socratic Method、Socratic Debate）は、反対の立場にある個人間での質問と討論の形式であり、理性的思考を刺激しアイデアを生み出すための質問と回答に基づく。エレンコス (Elenchos) とも。弁証法の一種であり、対立する観点同士で戦わせる弁論の形式となることが多い。一方が自説を補強するなどして、もう一方に矛盾を気づかせる（帰謬法）。
ソクラテスがこのような問答を友人のアテネ人達と行うようになったのは、幼馴染のカイレポンがデルフォイの神殿を訪れ、ギリシア内にソクラテスより賢い人がいるかを尋ねたのがきっかけだった。ソクラテスはこれを一種のパラドックスと捉え、この難題の答えを得るために問答法を使うようになった。しかし、ディオゲネス・ラエルティオスはプロタゴラスがこの「ソクラテス式」問答法を発明したとし、またクロビュロスがこのディアレクティケーという語および形式を哲学に導入したとしている。
プラトンは『エウテュプロン』や『イオン』といた初期の対話篇で、ソクラテス式問答法を散文で表す形式を確立し、一般にソクラテスが道徳や認識論について市民とやりとりする様子を描いた。
ソクラテス的発問 (Socratic Questioning) とは、元の質問に対して質問で応えることを意味する。これは、会話の進行に合わせて、新しい質問を再定式化することを最初の質問者に強いる。

### 真理探究の方法
彼は、体操場への行き帰りの青年たちをつかまえては、対話（duologue、これから後年、対話的な議論の中でダイナミックに思想の歩みが展開していく仕方を弁証法、dialecticと呼ぶことになる）による哲学的な思考の教育を行った。我々が、ごく自明のものと考えている「正義」「道徳的な正しさ」などその言葉の使用に際して、我々が理解していることの内実をよくよく問いただされてみると、我々が意外に生半可に理解しただけでその言葉を使用していることに気づかされる、そしてそこから、その言葉は本当はどんな意味で理解されるものなのか、そしてそれが我々に要請する道徳的な行為とは何かということに思いを至らしめることになる。
エレンコス（反駁のための反対尋問）は、ソクラテス式問答法の中心となる技法である。プラトンの初期の対話篇では、エレンコスは、例えば正義や美徳といった倫理的概念の性質や定義を調べるための、ソクラテスが使う技法である。ある一般的な定式化 (Vlastos, 1983) によると、次のような段階を踏む。
1. ソクラテスの対話者がある命題を提示する。例えば、「勇気は魂の持続である」など。それをソクラテスは偽であると仮定し反駁を試みる。
2. ソクラテスは対話者にさらなる前提（例えば、「勇気はよいものだ」、「無知の持続はよくないものだ」）を持ち出し、同意させる。
3. ソクラテスは議論を展開し、さらなる前提が本来の命題とは反対のこと（この例では「勇気は魂の持続ではない」）を暗示していることを対話者に納得させる。
4. そしてソクラテスは、対話者の命題が偽で、その反対が真であることを示したと主張する。

1つの問答によって、対象とする概念に新たな、より洗練された検討を加えることができる。この例の場合「勇気とは魂の賢明な持続である」という主張が導かれる。ソクラテス的問答の多くは一連の反駁であり、アポリア（議論中の命題について何も言えない状態）で終わることが多い。
マイケル・フレード（Michael Frede）は、上記の4番目のステップは、そこまでのアポリア的性質からして無意味であると主張している。ある主張が真とされるなら、対話がアポリアに陥るはずがない。
エレンコスの正確な性質は多くの議論の対象であり、特にそれが認識を導くポジティブな方法なのか、それとも間違った認識を反駁するためだけのネガティブな方法なのかは大きな議論の的である。
ソクラテス式問答法は仮説を排除する「ネガティブ」な方法であり、よりよい仮説は矛盾をもたらす部分を排除することで着実に識別することができる。ソクラテス式問答法はある人の意見を形成する一般的かつ共通的な真理の探究であり、その真理を精査の対象とし、他の信念との一貫性を判定する。基本形式は、論理と事実を検証すべく形成された一連の疑問文であり、或る人（たち）が何らかの主題についての自分（たち）の信念を見出し、定義やロゴスを探求し、様々な特定の実体で共有される一般的特徴を求める助けとなる。この方法は、対話者の持つ信念に内包されていた定義を明らかにしたり、さらなる理解の助けとなることから、産婆術 (method of maieutics) とも呼ばれた。アリストテレスはこの定義と帰納の方法の発見者をソクラテスだとし、科学的方法の基本と見なした。しかし、奇妙なことにアリストテレスはこの方法が倫理学には不適であると主張した。
W・K・C・ガスリーの『ギリシアの哲学者たち』によれば、ソクラテス式問答法は問題の答えや知識を求める方法ではなく、むしろ無知を示すことを意図していた。ソクラテスは他の詭弁家とは異なり、知は可能であると信じていたが、まず第一に無知であることを知る必要があると信じていた。ガスリーは次のように書いている。「（ソクラテスは）自分は何も知らないとよく言っていた。そして、彼が他の人々よりも賢いのは自分の無知を意識していたからだとした。ソクラテス式問答法の本質は、対話者が何かを知っていると思っていることを実は知らないと自覚させることにある」

### 産婆術
プラトンの対話篇『テアイテトス』の序盤では、ソクラテスが自身の問答法のことを、有名な産婆だった母親パイナレテーの技術になぞらえるくだりがある。そのため、ソクラテスの「問答法」（希: διαλεκτική, dialektike, ディアレクティケー）は、「産婆術」（希: μαιευτική, maieutikē, マイエウティケー）とも呼ばれる。

## 応用
ソクラテスは彼の検証方法を、様々な具体的な定義を欠く概念に適用した。例えば、当時の倫理の中心的概念である、「知恵」、「節制」、「勇気」、「正義」といった徳を検証した。そのような検証は対話者に内在する倫理的信念を試すことであり、その信念の欠点や矛盾を明らかにし、一般にアポリアと呼ばれる迷宮に陥った。そのような欠点を考慮して、ソクラテスは自身の無知を公言していたが、他者は知を持っていると主張した。ソクラテスは自身の無知の知によって他者よりも賢明になったと信じた。一見するとこの信念はパラドックス的だが、他者が自分が正しいと主張するときにソクラテスが自分自身の間違いを発見することを可能にした。この主張はソクラテスが最も賢いとしたデルフォイの神託の逸話で知られていた。
ソクラテスはこの逸話を道徳的説教の基盤として活用した。そして、善良さとは倫理的真理と理解に関わる魂に存在するとし、「富は善良さをもたらさないが、善良さは富や全ての他の恩恵を個人や国家にもたらす」とし、さらに「(対話による）検証のない生活は無意味だ」と主張した。ソクラテス式問答法はこのような精神の下に使用される。
問答法の現代的な利用の動機は、ソクラテスの時代と同じとは限らない。ソクラテスは問答法を使って一貫した理論を構築することはほとんどなく、代わりに神話を使って説明した。パルメニデスは、ソクラテスが起源とされる形相の問題点をソクラテス式問答法を使って示した。答えに到達する代わりに、問答法は我々が当然と見なす原理と仮説を超えて理論を分類するのに使われた。したがって、プラトンは神話とソクラテス式問答法の非互換性を意図していなかった。それらは目的が異なり、しばしば善良さと叡智への「左手」と「右手」の経路と評される。

### 用途
ソクラテス式問答法は意味や感覚や意識を明確化したり、徐々に洞察を表明したり、代替の行動を探求したりといった古典アドラー心理療法や認知療法で採用されている。

### 制約条件の理論
工業の生産プロセスの改善でもソクラテス式問答法を互いに矛盾する制約条件を解決する手段として使っている。エリヤフ・ゴールドラットの一連の著書では、その活用法を解説している。この問答法の活用は彼の制約条件の理論の重要な要素となっている。